# Orincles
Orincles település Franciaországban, Hautes-Pyrénées megyében. Lakosainak száma 361 fő (2022. január 1.). Orincles Barry, Astugue, Bénac, Escoubès-Pouts, Julos, Arrayou-Lahitte, Layrisse, Loucrup és Paréac községekkel határos.

## Népesség
A település népességének változása:
| Lakosok száma | 339  | 336  | 342  | 330  | 328  | 327  | 338  | 350  | 361  |
|               | 2013 | 2015 | 2016 | 2017 | 2018 | 2019 | 2020 | 2021 | 2022 |